# Debeli precjednik
Debeli Precjednik ili Fat Prezident je hrvatski hardcore punk sastav iz Osijeka.

## Povijest sastava
Osnovan je 1993. godine, te su nakon nekoliko demosnimaka, svoj prvi studijski album Rat (Her) Burn This Record objavili 1998. godine. Nakon toga objavljuju EP Tribute to Zli Farmeri, a 2003. drugi studijski album Fist from East na kojem se nalazi jedna od njihovih najpoznatijih pjesama "Farmersko srce", za koju su snimili i spot. Nakon toga, potpisuju za izdavačku kuću Moonlee records, te objavljuju albume Through The Eyes of the Innocent 2006.,  Bruto slavo / VBK 2012., Godina Majmuna 2016., te zasada posljednji Atomac 2023. godine. Svirali su na više od 500 koncerata te iza sebe imaju četiri velike europske turneje, a svirali su i sa sastavima SNFU, NOFX, Jello Biafra and GSOM, Lagwagon i drugima.

## Članovi sastava
- Davor Bestvina - gitara
- Ivan Budaić - gitara
- Siniša Rajković - bubnjevi
- Igor Kovačević - bas-gitara
- Tin Kovačić - vokal

## Diskografija
- Ti budan sanjaš (demo, 1994.)
- Fat Man (EP, 1996.)
- Rat (Her) Burnt His Record (1998.)
- Tribute to Zli Farmeri (EP, 2001.)
- Fist from East (2003.)
- Through the Eyes of the Innocent (2006.)
- Bruto Slavo / VBK (2012.)
- Povijest Bolesti (2014.)
- Godina Majmuna (2016.)
- Atomac (2023.)

## Vanjske poveznice
- Službena stranica  Arhivirana inačica izvorne stranice od 17. siječnja 2015. (Wayback Machine)
- Službena MySpace stranica
- Službena Facebook stranica